# Янош Бруґґер
Янош Бруґґер (6 червня 1997 , Тітізе-Нойштадт ) - німецький лижник, переможець етапу Кубка світу, чемпіон світу серед юніорів у спринті. Член збірної Німеччини з лижних перегонів від 2016 року.

## Спортивна кар'єра
Наприкінці січня 2017 року взяв участь у чемпіонаті світу серед юніорів, де здобув перемогу у спринті.
2 грудня 2018 року на етапі Кубка світу 2018-2019 у Ліллегаммері він здобув першу перемогу. Це сталося у перегонах переслідування.

## Результати за кар'єру
Усі результати наведено за даними Міжнародної федерації лижного спорту.

### Чемпіонати світу
| Рік  | Вік | 15 км індивідуальні пер. | 30 км скіатлон | 50 км мас-старт | Спринт | 4 × 10 км естафета | Командна першість спринт |
| ---- | --- | ------------------------ | -------------- | --------------- | ------ | ------------------ | ------------------------ |
| 2019 | 21  | 18                       | —              | —               | 41     | —                  | 14                       |
| 2021 | 23  | —                        | —              | 39              | 29     | 7                  | 12                       |

### Кубки світу

#### Підсумкові місця в Кубку світу за роками
| Сезон | Вік | Місце в дисципліні | Місце в дисципліні | Місце в дисципліні | Місце в дисципліні | Місце в Скі Тур | Місце в Скі Тур | Місце в Скі Тур | Місце в Скі Тур   |
| Сезон | Вік | Загалом            | Дистанція          | Спринт             | Ю-23               | Nordic Opening  | Тур де Скі      | Скі Тур 2020    | Фінал Кубка світу |
| ----- | --- | ------------------ | ------------------ | ------------------ | ------------------ | --------------- | --------------- | --------------- | ----------------- |
| 2017  | 19  | НК                 | —                  | НК                 | НК                 | —               | —               | Н/Д             | —                 |
| 2018  | 20  | 133                | 86                 | НК                 | 23                 | —               | НФ              | Н/Д             | —                 |
| 2019  | 21  | 61                 | 43                 | 86                 | 10                 | 17              | НФ              | Н/Д             | 47                |
| 2020  | 22  | НК                 | НК                 | НК                 | НК                 | 40              | НФ              | —               | Н/Д               |
| 2021  | 23  | 43                 | 38                 | 43                 | Н/Д                | —               | 30              | Н/Д             | Н/Д               |

#### П'єдестали в особистих дисциплінах
- 1 перемога – (1 ЕКС)
- 1 п'єдестал – (1 ЕКС)

| № | Сезон   | Дата          | Місце пров.            | Перегони               | Рівень           | Місце |
| - | ------- | ------------- | ---------------------- | ---------------------- | ---------------- | ----- |
| 1 | 2018–19 | 2 грудня 2018 | Ліллегаммер (Норвегія) | 15 км переслідування К | Етап Кубка світу | 1-ше  |